# Dolní Nakvasovice
Dolní Nakvasovice jsou malá vesnice, část obce Bušanovice v okrese Prachatice v Jihočeském kraji. Nachází se asi 1,5 kilometru jihozápadně od Bušanovic. Dolní Nakvasovice jsou také název katastrálního území o rozloze 1,95 km².

## Historie
První písemná zmínka o vesnici pochází z roku 1318.

## Obyvatelstvo
| Rok            | 1869 | 1880 | 1890 | 1900 | 1910 | 1921 | 1930 | 1950 | 1961 | 1970 | 1980 | 1991 | 2001 | 2011 | 2021 |
| -------------- | ---- | ---- | ---- | ---- | ---- | ---- | ---- | ---- | ---- | ---- | ---- | ---- | ---- | ---- | ---- |
| Počet obyvatel | 145  | 161  | 136  | 119  | 119  | 130  | 129  | 77   | 69   | 55   | 63   | 62   | 73   | 56   | 73   |
| Počet domů     | 25   | 28   | 25   | 24   | 24   | 24   | 24   | 24   | 35   | 16   | 16   | 20   | 23   | 24   | 28   |

## Obecní správa
Při sčítání lidu v letech 1850–1879 Dolní Nakvasovice byly osadou obce Nakvasovice v okrese Strakonice. V letech 1880–1963 byly samostatnou obcí, se kterým patřily nejprve do okresu Strakonice, ale od roku 1950 v okrese Prachatice. V letech 1964–1985 byly částí obce Bušanovice v okrese Prachatice. Od 1. července 1985 do 23. listopadu 1990 byly částí města Vlachovo Březí v okrese Prachatice. Od 24. listopadu 1990 jsou opět částí obce Bušanovice v okrese Prachatice. V letech 1880–1949 k obci patřily Bolíkovice a Setěchovice a v letech 1880–1963 také Horní Nakvasovice.

## Pamětihodnosti

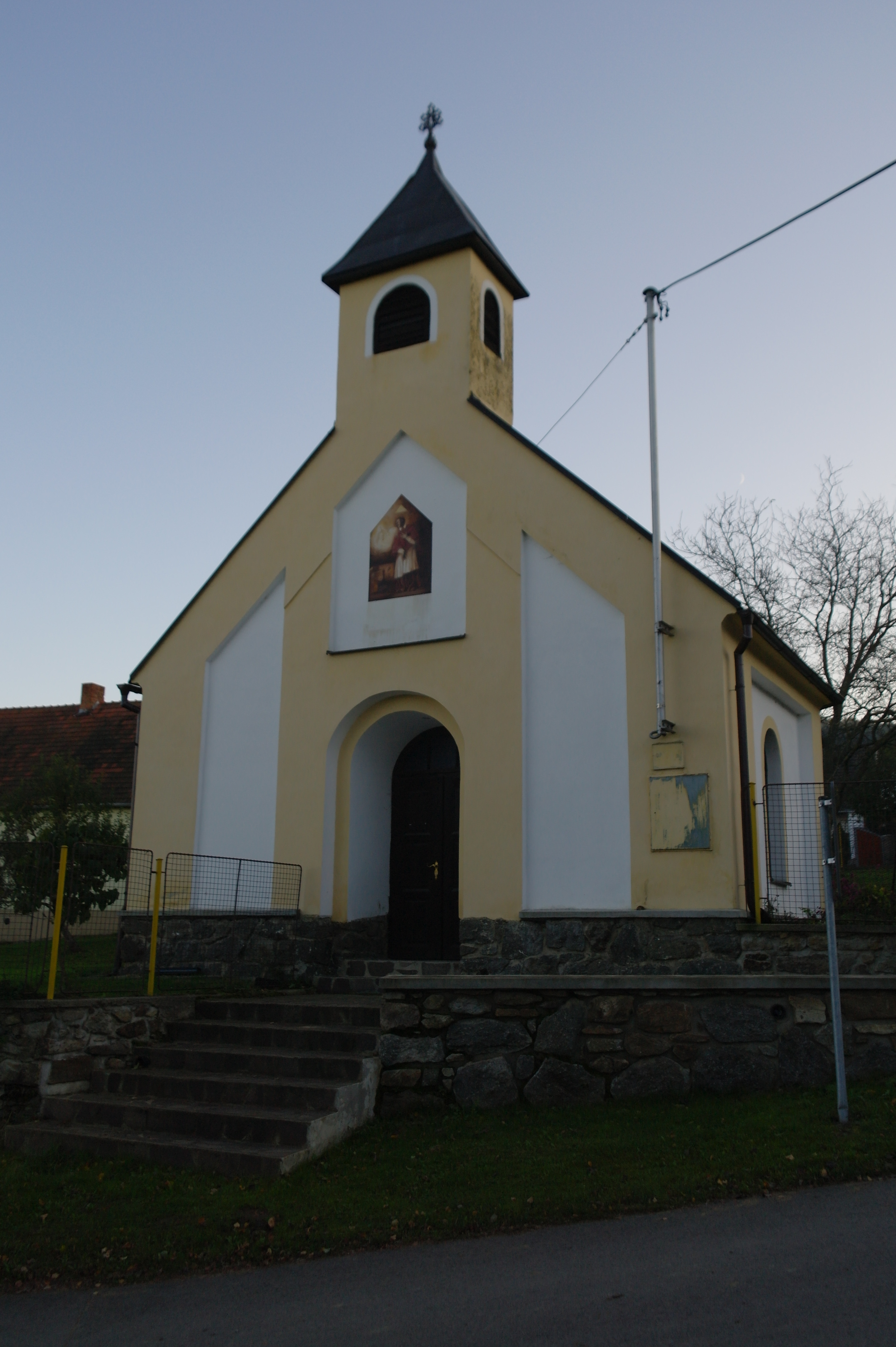
Kaplička

- Usedlost čp. 9 (kulturní památka ČR)
- Kaplička

## Osobnosti
V Dolních Nakvasovicích se narodil Jakub Bursa (1813–1884), lidový stavitel, přední tvůrce tzv. selského baroka.